# Weiden am See
Weiden am See (tiếng Hungary: Védeny) là một đô thị ở huyện Neusiedl am See bang Burgenland nước Áo. Đô thị này có diện tích 32,5 km², dân số thời điểm ngày 31 tháng 12 năm 2005 là 2012 người.